# Yoshinori Higashikawa
vnori Higashikawa (東川 昌典, Higashikawa Yoshinori) est un footballeur japonais né le 30 septembre 1964.